# Iszlám újév
Az iszlám újév (arabul: رأس السنة الهجرية Ra's al-al-Sanāh Hijrīyah) az a nap, amely jelzi egy új év kezdetét az új iszlám szerinti naptári évben, és az a nap, amikor az évek száma eggyel növekszik. Az első nap az évben,  az első hónap, Muharram hónap első napja a muszlim kalendáriumban.  Az első iszlám év 622-ben  Mohamed próféta Mekkából Medinába való vándorlásával (hidzsra)vette kezdetét. Mohamed próféta halála után – veje, Ali ibn Abi Tálib, (röviden) Ali kalifa javaslatára – a hidzsra lett a holdhónapokban számoló muszlim naptár kiindulópontja. A vallási tevékenységek többségét,  mint például az ima, a böjt, a ramadán,  a mekkai zarándoklat (haddzs)  időpontját, valamint az iszlámhoz kapcsolódó jelentős események, fesztiválok dátumait a Hold-naptár alapján kell kiszámítani.
Míg egyes iszlám szervezetek szerint az új hónap (és így az újév) kezdetében a hold helyi észlelése a meghatározó a legtöbb iszlám intézmény és ország, köztük Szaúd-Arábia is csillagászati számításokat követ az iszlám naptár jövőbeni időpontjainak meghatározásához. Léteznek sematikus módszerek is az iszlám naptár időpontjainak táblázatos (azaz nem megfigyelésen alapuló) kiszámításához. Ezek egy- vagy akár kétnapos eltéréseket is mutathatnak az egyes országok számított, illetve a Hold megfigyelésén alapuló időpontjai között. Például a Szaúd-Arábiában használt Umm al-Qura naptárt többször is megreformálták az elmúlt években. A jelenlegi rendszer az iszlám naptár szerint 1423-ban (2002. március 15.) került bevezetésre.
Az iszlám kalendáriumban a napok naplementekor kezdődnek. Például Muharram hónap első napja 1432-ben (iszlám naptár szerint) megfelel 2010. december 7-nek vagy 8-nak (országtól függően) a hivatalos naptárakban. A megfigyelés alapú iszlám naptárakban az újhold láthatósága naplementekor december 6-án azt jelenti, hogy Muharram első napja tartott december 6. naplementétől december 7. naplementéig, míg azokon a helyeken, ahol az újhold nem volt látható december 6-án, Muharram hónap első napja december 7. naplementétől december 8. naplementéig tart.

## Összehasonlítás a Gergely-naptárral
Az iszlám holdév 11-12 nappal rövidebb, mint a napokon alapuló Gergely-naptár szerinti év, ezért az iszlám újév kezdete eltér a Gergely-naptár szerinti újév kezdetétől. 
A következő időpontok a Gergely-naptárban megfelelnek az iszlám új évnek:
| Iszlám év | Gergely-naptár             |
| --------- | -------------------------- |
| 1441      | 2019. augusztus 31.        |
| 1442      | 2020. augusztus 20.        |
| 1443      | 2021. augusztus 9 vagy 10. |
| 1444      | 2022. júl 30.              |
| 1445      | 2023. júl. 19.             |

## Fordítás
- Ez a szócikk részben vagy egészben  az   Islamic New Year című angol Wikipédia-szócikk ezen változatának fordításán alapul.  Az eredeti cikk szerkesztőit annak laptörténete sorolja fel. Ez a jelzés csupán a megfogalmazás eredetét és a szerzői jogokat jelzi, nem szolgál a cikkben szereplő információk forrásmegjelöléseként.